# José Javier Barkero
José Javier Barkero Saludes (Aretxabaleta, 27 april 1979) is een Spaans voormalig professioneel voetballer die hoofdzakelijk als middenvelder speelde.

## Clubcarrière
Bakero stroomde in 1996 door vanuit de jeugd van Real Sociedad, waar hij na verhuurperiodes bij Toulouse FC, SD Eibar en Polideportivo Ejido doorbrak in het eerste elftal. In 2006 verkaste de middenvelder naar Albacete Balompié, waarvoor hij twee seizoenen speelde, voor hij naar het dan net gepromoveerde CD Numancia vertrok. Hij wist vijf keer te scoren in de eerste elf wedstrijden en werd uiteindelijk clubtopscorer met twaalf goals. Desondanks degradeerde Numancia. In 2011 keerde Bakero terug in de Primera División, toen hij voor twee jaar bij Levante UD tekende. In de zomer van 2013 trok Real Zaragoza de routinier transfervrij aan.